# Марупе
Марупе (латис. Mārupe, нім. Marienbach) — місто в центрі Латвії. Центр Марупського краю. 
Місто на південному заході межує із Ригою. 1 липня 2022 року Марупе отримало права міста.

## Історія
Територія Марупе почала розвиватися в 19 столітті, коли в країні було скасовано кріпацтво і почалося придбання панських земель. Особливо збільшилася кількість землевласників після аграрної реформи 1920 року, а перед Другою світовою війною Марупська волость була найменшою, але найбільш густонаселеною в Ризькому повіті.
У 2020 році, маючи статус села, Марупе було 13-м населеним пунктом Латвії за чисельністю населення. 